# Ohio State University Women's Volleyball
La Ohio State University Women's Volleyball è la squadra pallavolo femminile appartenente alla Ohio State University, con sede a Columbus (Ohio): milita nella Big Ten Conference della NCAA Division I.

## Storia
Il programma di pallavolo femminile della Ohio State University viene fondato nel 1971. La prima allenatrice delle Buckeyes è Mary Jo Campbell, in carica per un biennio; dopo di lei il programma viene affidato a Sue Collins e poi a Lisa Richards, tuttavia è solo con l'arrivo di Jim Stone, nel 1982, che si registrano risultati di rilievo: nei ventisei anni sotto la sua gestione arrivano tre vittorie nella Big Ten Conference, a cavallo tra la fine degli anni ottanta e l'inizio degli anni novanta e ben diciassette partecipazioni alla post-season, dove le Buckeyes centrano due Final 4, sconfitte sempre in semifinale, nel 1991 e nel 1994; col nuovo secolo, pur continuando a centrare costantemente la qualificazione al torneo NCAA, la squadra non va oltre le finali regionali del 2004.
Dal 2008 la squadra viene affidata a Geoff Carlston, qualificandosi quasi ogni anno alla post-season, ma senza andare oltre le Sweet Sixteen.

## Record
| Piazzamento          |    | Edizione |
| -------------------- | -- | --- |
| Tornei NCAA          | 27 | Semifinali: 2 1991, 1994                                                                                         |
| Tornei NCAA          | 27 | Elite Eight: 2 2004, 2022                                                                                        |
| Tornei NCAA          | 27 | Sweet Sixteen: 16 1989, 1993, 1995, 1996, 1997, 2000, 2001, 2002, 2006, 2010, 2011, 2014, 2015, 2016, 2020, 2021 |
| Tornei NCAA          | 27 | Secondo turno: 5 1998, 1999, 2005, 2009, 2012                                                                    |
| Tornei NCAA          | 27 | Primo turno: 2 1990, 1992                                                                                        |
| Titoli di conference | 3  | Big Ten Conference: 3 1989, 1991, 1994                                                                           |

## Conference
- Big Ten Conference: 1981-

## National Player of the Year
- Laura Davis (1994)
- Stacey Gordon (2004)

## National Freshman of the Year
- Stacey Gordon (2001)
- Emily Londot (2020)

## All-America

### First Team
- Laura Davis (1993, 1994)
- Gabrielle Jobst (1994)
- Vanessa Wouters (1996)
- Stacey Gordon (2002, 2004)
- Taylor Sandbothe (2015)

### Second Team
- Holly O’Leary (1989)
- Audrey DiPronio (1990)
- Julie Chellevold (1991)
- Leisa Wissler (1991)
- Gabrielle Jobst (1993)
- Tricia Stragliotto (1995)
- Stacey Gordon (2001, 2003)
- Marisa Main (2004, 2005, 2006)
- Emily Londot (2020, 2022)
- Rylee Rader (2021)
- Machaela Podraza (2022)

### Third Team
- Danielle Meyer (2005, 2006)
- Mari Hole (2012)
- Elizabeth Campbell (2015)
- Taylor Sandbothe (2016)
- Machaela Podraza (2021)

## Allenatori
- Mary Jo Campbell: 1971-1972
- Sue Collins: 1973-1979
- Lisa Richards: 1980-1981
- Jim Stone: 1982-2007
- Geoff Carlston: 2008-2019
- Jennifer Flynn: 2020-